# Cecilia Samartin

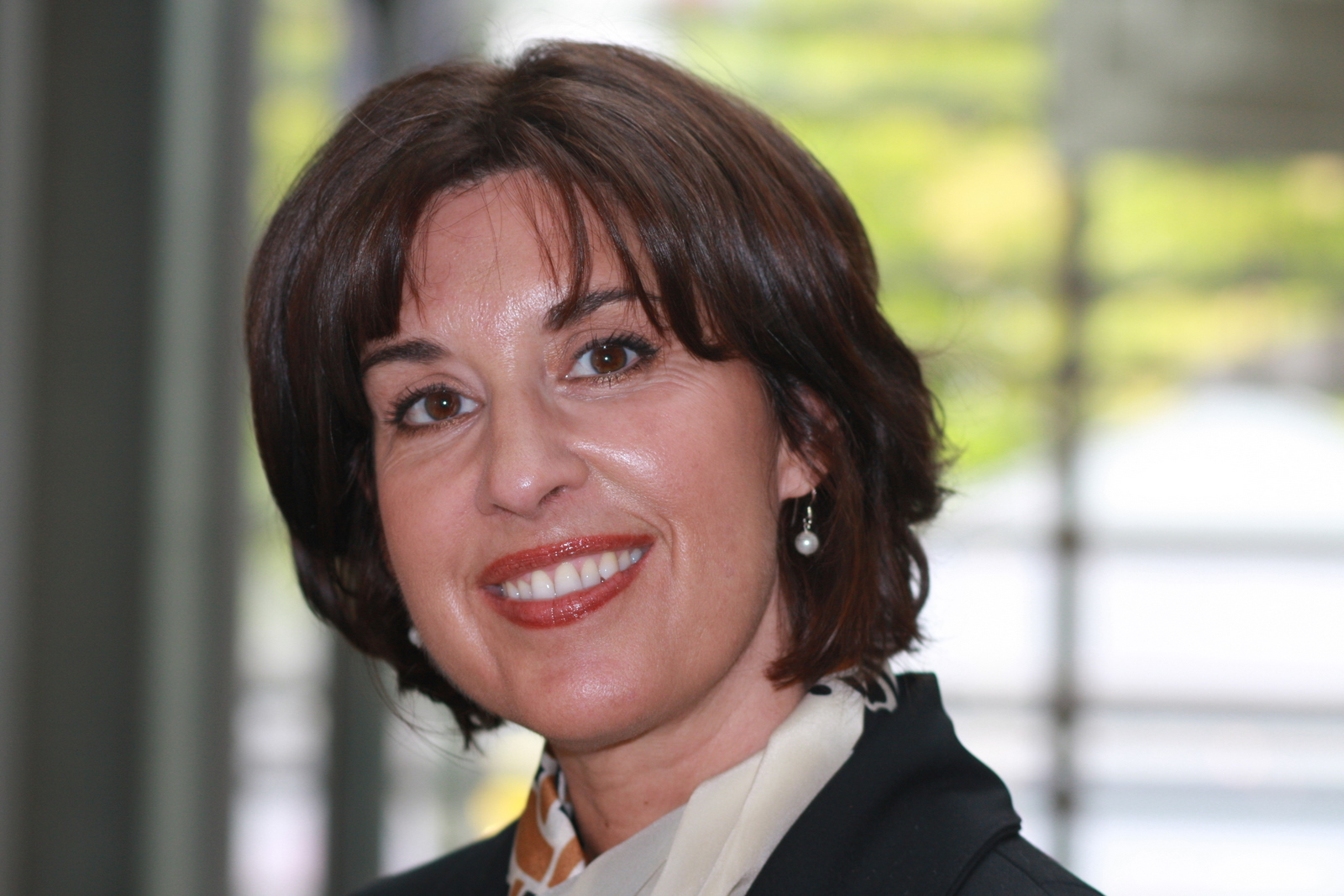
Cecilia Samartin

Cecilia Samartin (* 1961 in Havanna, Kuba) ist eine kubanisch-amerikanische Schriftstellerin.

## Leben
Cecilia Samartin wurde in den Wirren der kubanischen Revolution geboren. Im Alter von neun Monaten übersiedelte ihre Familie nach Los Angeles. Sie wuchs dort in einem Vorort auf. Nach dem Besuch der Highschool studierte sie Psychologie an der University of California, Los Angeles. Sie arbeitete als Sozialarbeiterin mit Immigranten und praktizierte dann als Psychotherapeutin.
Ihre Bücher wurden in viele Sprachen übersetzt und landeten in mehreren Ländern auf den Bestsellerlisten. Sie wird regelmäßig weltweit zu Lesereisen eingeladen. Cecilia Samartin lebt mit ihrer Familie in San Gabriel (Kalifornien). 2013 erschien ihr Roman Mofongo in Deutschland.

## Werke (Auswahl)
- Broken Paradise, Washington, 2008, ISBN 978-1-4165-5039-6
- Vigil, Washington, 2009, ISBN 978-1-4165-4952-9
- Monfogo, Stuttgart, 2013, ISBN 978-3-8251-7848-2
- Nicht die Nacht allein, Stuttgart, 2016, ISBN 978-3-8251-7950-2